# Talayra africana
Talayra africana is een keversoort uit de familie zwamspartelkevers (Melandryidae). De wetenschappelijke naam van de soort werd in 1916 gepubliceerd door George Charles Champion.